# Prasinohaema parkeri
Prasinohaema parkeri là một loài thằn lằn trong họ Scincidae. Loài này được Smith mô tả khoa học đầu tiên năm 1937.